# ヒッパルコス (対話篇)
『ヒッパルコス』（希: Ἵππαρχος, 羅: Hipparchus）とは、プラトン名義の短篇の対話篇。副題は「利得愛求者（欲深者）」。
古代にトラシュロスがまとめた四部作（テトラロギア）集36篇の中に含まれるが、今日では偽作とする説が有力であり、構成上の特徴・共通点から『ミノス』と同作者だと主張されることもある。
題名の「ヒッパルコス」とは、作中に話題として登場する、かつてのアテナイの僭主だったペイシストラトスの息子であるヒッパルコスのこと。

## 構成

### 登場人物
- ソクラテス
- 友人

### 年代・場面設定
ソクラテスが友人に対して、利得の愛求（欲深いこと）とはどういうことで、そのような人々とはどういう人々なのか問うところから話が始まる。

### 補足
- ソクラテスが無名の相手と2人だけで終始問答する
- 作中に話者として登場しない人物名が題名となっている

という特徴を併せ持っているのは、本作と『ミノス』のみである。

## 内容
ソクラテスが友人と「利得」「善きもの」についての問答を行う。しかし議論はあまり深められず、「全ての人」が「利得」を愛求する「利得愛求者」であるという凡庸な結論で終わる。
途中、ソクラテスと友人の意見が対立する場面と、題名にもなっているかつてのアテナイの僭主ヒッパルコスが郊外に建てたヘルメス像に刻んだ箴言の一つが「友を欺くなかれ」だったことを関連付けて、本題と関連性が低い「ヒッパルコスの事績についての話」を突如として強引に挿入しており、しかもその中で僭主ヒッパルコスの統治時代をクロノスの時代（黄金時代）と表現してもいるため、作者はヒッパルコスを賛美・弁護するためにこのような構成にしたと考えられる。

### 「価値」に対する「無知」
ソクラテスが友人に、「利得の愛求（欲深いこと）」や「利得愛求者（欲深者）」とはどういうものか問う。友人は「無価値な物事から、利得を得ることを期待する人々」のことだと答える。
ソクラテスは、それでは「利得愛求者（欲深者）」自身はそれが「無価値な物事」だと「知っている」のか「知らない」のか問いつつ、もし「知らない」のだとしたら彼らは単に「無知な人々」ということになると指摘する。友人は、そういうことではなく、彼らは「よこしまで、利得に目がくらみやすい人々」であり、「無価値な物事」だと「知っている」のに「あえてそこから利得を得ようとする人々」だと主張する。
ソクラテスが、農夫、騎士、船長、将軍、笛吹き・琴弾きなどを例に出して検討した結果、「無価値な物事」だと「知っている」のに「あえてそこから利得を得ようとする人々」は一切見つけることができず、「利得愛求者（欲深者）」は一人もいないということになってしまい、再度「利得愛求者（欲深者）」とは一体どういう人々なのか問う。友人は、いつもがつがつしていて、「無価値な物事」に「過度に執着して利得を愛求している人々」だと答える。ソクラテスは、しかし「無価値な物事」だと「知っている」ことは先の検討で否定されているので、「利得愛求者（欲深者）」はそれが「無価値な物事」であることを「知らない」のであり、「価値がある」と思っているのだと指摘する。友人も同意する。

### 「利得」と「善きもの」
続いてソクラテスは、「利得愛求者（欲深者）」が愛求する「利得」について問い、それは「損害」「悪いこと」の反対であり「善きもの」であると指摘する。友人も同意する。ソクラテスは、すると「利得愛求者（欲深者）」は「善きもの」を愛求する人々であることになり、「善きもの」を愛求しない人はいないのだから、今度は全ての人が「利得愛求者（欲深者）」になってしまうと指摘する。しかし友人は、「利得愛求者（欲深者）」とは、「善き人ならばそこから「利得」を得ようとしない物事」から「利得」を得ようと期待する人々だと反論する。
ソクラテスは、全ての人は常にあらゆる「善きもの」（＝「利得」）を求めるのだから、「善き人」も全ての「善きもの」（＝「利得」）を求めるのではないかと指摘する。友人は、「善き人」は「自分たちが「損なわれる」ような利得」は求めないと反論する。
ソクラテスは、それだと「利得」（＝「善きもの」）によって「損害」（＝「悪しきもの」）を被ることになってしまうと指摘する。

### ヒッパルコスについての挿入話
ソクラテスが友人を「自分を欺こうとしている」と非難し、友人もまた同様に言い返す。するとソクラテスは、もしそうだとしたら、自分は「善き賢き人」（ヒッパルコスのこと）に従わないで、善からぬ振る舞いをしていることになると言い、突如としてかつてのアテナイ僭主ヒッパルコスについて語り出す。
ペイシストラトスの息子の内で最年長にして最賢明だったヒッパルコスは、多くの立派な仕事にその知恵を示し、特にホメロスの叙事詩をはじめてアテナイにもたらしたり、パンアテナイ祭に吟唱詩人を出したり、抒情詩人アナクレオンを連れてきたり、抒情詩人シモニデスを侍らせたりしており、彼がそのようにした理由は市民たちを優れた人にするため教育しようと望んでのことであり、何人にも知恵を惜しみなく与えるべきだと思ったからだと、ソクラテスは述べる。
また彼は、アテナイ市街に住む者たちを教育してその知恵が驚嘆されるようになった後、郊外に住む者も教育しようと、市街と郊外集落の中間の道端にヘルメス像を建て、知恵の言葉を刻んだのであり、その像の左側にはそれが「市街と集落の中間に立っている」旨が刻まれ、右側には「正しき知慮もて歩め」と刻まれているが、ステリアイ街道沿いの像には「友を欺くなかれ」と刻まれていると、ソクラテスは述べる。
さらにソクラテスは、アテナイで僭主支配と呼ぶべきなのはヒッパルコスの後の弟ヒッピアスの時代のみであり、その他の時代はクロノスの支配する時代（黄金時代）のようだったこと、またヒッパルコスがハルモディオスとアリストゲイトンに殺害されたのはよく言われているような「ハルモディオスの姉（妹）を侮辱したから」という理由ではなく、「以前二人を慕っていてハルモディオスも恋心を寄せていた若者が、ヒッパルコスを慕うようになり、彼らを軽蔑するようになったから」であることなどを述べる。

### 「利得」の善悪と共通点
ソクラテスが話を終えると、友人は、ソクラテスが「友を欺くなかれ」というヒッパルコスの言葉に従っているなら、自分を「友」と思っていないのではないか（なぜならソクラテスが自分を「欺いている」ようにしか思えないから）と述べる。ソクラテスは、「欺いている」と思われないように、これまでの議論で合意したことを振り返って検討し、必要とあらば「碁石」のように取り消すと述べる。
ソクラテスがこれまでの合意事項を列挙していった結果、友人は「（全ての）「利得」は「善」である」という合意事項を取り消してほしいと述べる。ソクラテスは「「利得」の内、あるものは「善」で、あるものは「悪」」という考えなのか問うと、友人は同意する。
するとソクラテスは、「善い利得」（有益な利得）と「悪い利得」（有害な利得）を、共に「利得」たらしめている共通点は何なのか問い、問答を進めていくも、友人は「悪しきもの（損害）を得る」場合を「利得」とは認めず、「善きものを得る」場合のみを「利得」としたため、再度議論は行き詰まる。

### 「利得」と「価値」
ソクラテスは仕切り直し、「利得」とは「より少ないもの」を費やして「より多くのもの」を得ることか問う。友人はそれが「悪しきもの」である場合は否定するが、金銀の場合なら当てはまると述べる。
ソクラテスは、では「半分の重さの金」を費やして「倍の重さの銀」を得る場合はどうか問う。友人は「金」は「銀」の12倍の「価値」があるので、その交換では「損害」であると指摘する。
ソクラテスは、それでは「利得」の基準となるのは「量」の多寡ではなく「価値」の多寡であることを確認し、友人も同意する。
しかしソクラテスが問答を進め、「価値があるもの」は、「所有に値するもの」であり、「益があるもの」であり、「善きもの」であることを明らかにしていくと、友人も同意し、再び（全ての）「利得」は「善きもの」となってしまったことで、再度議論は行き詰まる。
ソクラテスはこれまでの議論を振り返りつつ、「全ての人が利得を愛求する」のであり、人が他人を「利得愛求者」と非難するのは不当な非難であると述べて、話は終わる。

## 日本語訳
- 『プラトン全集 6　ヒッパルコス ほか』 河井真訳、岩波書店、1974年、復刊2005年ほか